# Aciura afghana
Aciura afghana är en tvåvingeart som först beskrevs av Erich Martin Hering 1961.  Aciura afghana ingår i släktet Aciura och familjen borrflugor.
Artens utbredningsområde är Afghanistan. Inga underarter finns listade i Catalogue of Life.